# BICS–11
A BICS–11 (oroszul: БИЧ–11, Борис Иванович Черановский, a tervező nevének rövidítése) vagy RP–1 (РП–1) szovjet kísérleti vitorlázó repülőgép, melyet Borisz Cseranovszkij tervezett az 1930-as évek elején a rakétameghajtás kipróbálására. A gépbe végül nem építettek rakétahajtóművet.

## Története és jellemzői
A gépet a rakétahajtás tanulmányozására tervezte és építette Borisz Cseranovszkij 1931-ben. Ez volt az első rakétahajtóművel tervezett repülőgép. A gépbe a Fridrih Cander tervezte, 18 kg tömegű, 0,62 kN tolóerejű OR–2 típusú folyékony hajtóanyagú rakétahajtóművet tervezték beépíteni.
Az egyszemélyes repülőgép csupaszárny konstrukció volt, mellyel Cseranovszkij már az 1920-as évek eleje óta foglalkozott. Első csupaszárny gépét, a BICS–1-t 1924-ben építette. Habár összes korábbai gépének parabola alaprajzú szárnya volt, a BICS–11-nél szakított ezzel a hagyománnyal, és ez a gép trapéz alakú szárnyat kapott. A rakétahajtóműveket a pilótakabin mögött építették volna be, míg a rakétahajtómű tüzelőanyagát (etilén) és oxidálóanyagát (folyékony oxigén) a szárnyon, a pilótakabin két oldalán, áramvonalas burkolat alatti tartályokban helyezték volna el. A rakétahajtómű beépítése után a gép az RP–1 (RP – raketnij planyor, magyarul: rakétás vitorlázó repülőgép) típusjelzést kapta volna.
1932 elején repült először. A gépet először vitorlázó repülőgépként használták. 1933-ban részt vett 9. országos vitorlázórepülő versenyen, ahol a géppel Szergej Koroljov repült. Az OR–2 hajtóművel eközben, 1933 márciusában sikeres fékpadi próbákat végeztek. Időközben elhunyt Fridrih Cander, a hajtómű tervezője, ez pedig megakasztotta a repülőgépbe építésének folyamatát. A gépbe végül egy 27 LE-s Scorpion dugattyús motort építettek és ezzel folytatták a gép repülési próbáit.

## Műszaki adatok
- Szárnyfesztáv: 12,10 m
- Hossz: 3,25 m
- Szárnyfelület: 20,00 m²
- Üres tömeg: 200 kg
- Motor: 1 db ABC Scorpion kéthengeres benzinmotor
- Motorteljesítmény: 27 LE